# Gregório (filho de Birger)
Gregório (em latim: Gregorius; em sueco: Gregers) foi um cavaleiro sueco e filho ilegítimo de Birger Jarl (em latim: filius Birger; em sueco: Birgersson; 1276) com uma dama de nome incerto. Faleceu em 1276 e foi sepultado em Upsália.